# Вроджена анальгезія
Вроджена анальгезія – один із рідкісних розладів, за яких людина не може відчувати (і ніколи не відчувала) фізичного болю. Вона відрізняється від успадкованих сенсорних невропатій, які мають конкретніші клінічні ознаки та причини. Оскільки відчуття болю має критичне значення для виживання, це надзвичайно небезпечний розлад. Люди з таким розладом часто помирають у дитинстві через ушкодження або хвороби, симптомів яких вони не помітили. Найчастіше при цьому йдеться про опіки.

## Ознаки та симптоми
У людей з таким розладом не спостерігається інших порушень розумової діяльності та здатності відчувати; наприклад, пацієнти все ще можуть відчувати різної інтенсивності дотики (хоча не завжди температуру), і в них нема жодних помітних фізичних дефектів.
Оскільки діти, народжені з цим розладом, не можуть відчувати біль, вони можуть не реагувати на проблеми, а тому в них вищий рівень серйозних захворювань. Діти з цим розладом часто зазнають ушкоджень ротової порожнини (Наприклад, відкушують собі кінчик язика) або ламають кістки. Зустрічаються також непомічені інфекції та ушкодження рогівки.